# Fondseffektivität
Die Fondseffektivität bezeichnete in der DDR die Wirksamkeit der im Reproduktionsprozess eingesetzten Fonds, insbesondere der Produktions- und Zirkulationsfonds. Die Fondseffektivität wurde in verschiedenen Kennziffern ausgedrückt, insbesondere in der Fondsquote, der Fondsintensität und der Fondsrentabilität.

## Wichtige Kennziffern
Eine wichtige Kennziffer der Fondseffektivität in den Zweigen und Betrieben der Volkswirtschaft war die Fondsrentabilität, denn sie schloss die Fondsquote bzw. die Fondsintensität als einen ihrer Faktoren in sich ein. Die für die Berechnung der Fondseffektivität erforderlichen Produktions- und Fondskennziffern wurden jährlich erfasst. Die Kennziffern der Fondseffektivität, insbesondere die Fondsquote und die Grundfondsquote, wurden zentral nach der Bereichsgliederung entsprechend der Betriebssystematik berechnet.
Nach geltender Ansicht in der DDR gewann die Fondseffektivität mit dem wissenschaftlich-technischen Fortschritt für die Erhöhung der Effektivität der Wirtschaft zunehmende Bedeutung. Danach wurde einmal mit fortschreitender Einführung produktiver technologischer Verfahren das Produktionsergebnis (als Produktionsvolumen in der Zeiteinheit, Qualität und Kosten der Produktion) immer unmittelbarer von den technisch-ökonomischen Parametern der Produktionsanlagen bestimmt; die lebendige Arbeit (als Qualifikation, Verantwortungsbewusstsein u. a.) sollte sich immer mehr mittelbar über die Leitungstätigkeit und die zeitliche Ausnutzung der Anlagen realisieren.
Unter den Bedingungen der vorwiegend intensiv erweiterten Reproduktion und des sich beschleunigenden wissenschaftlich-technischen Fortschritts gewann die Erhöhung der Effektivität der produktiven Fonds eine zunehmende Bedeutung. Dieser Zusammenhang ergab sich durch die Mechanisierung und Automatisierung der Arbeitsprozesse, bei dem die Fondsausstattung der Arbeitskräfte ständig erhöht wurde.
Zu den bestimmenden Faktoren für die Entwicklung der Fondseffektivität gehörten:
- das Verhältnis zwischen dem Wert bzw. dem Preis neu investierter Produktionsfonds und der technisch-ökonomischen Leistungsfähigkeit der neuen Anlagen
- die rationelle Substitution von Arbeitskräften durch Fonds, insbesondere die Gewinnung von Arbeitskräften im erforderlichen Umfang für neu im Betrieb zu nehmende Produktionskapazitäten
- die volle extensive und intensive Auslastung der Grundmittel, vor allem der hochproduktiven Anlagen und Ausrüstungen, durch Erhöhung der Schichtauslastung und volle Ausnutzung der Arbeitszeit
- die rechtzeitige Aussonderung physisch verschlissener und technisch veralteter Produktionsfonds durch effektive Ausrüstungen
- die Erhöhung des Niveaus der Instandhaltung und die Verkürzung der Reparaturzeiten
- die Höhe der Fertigungsstückzahlen, die sehr stark durch das Ausmaß der Spezialisierung der Produktion im nationalen Maßstab und im Rahmen der sozialistischen internationalen Arbeitsteilung beeinflusst wurde